# Гарегін II
Гарегін II (вірм. Գարեգին Բ, в миру Ктрич Григорович Нерсісян; 21 серпня 1951, с. Воськеат, Ечміадзінський район, Вірменська РСР, СРСР) — 132-й Верховний Патріарх і Католікос всіх вірмен, першоієрарх Вірменської Апостольської Церкви з 27 жовтня 1999 року. Перший з часів Нерсеса V католикос — уродженець території сучасної Республіки Вірменія.

## Біографія
Народився в селі Воськеат Ечміадзинського району Вірменської РСР. В 1965 році поступив в богословську семінарію Ечміадзіна, яку закінчив у 1971 році, в подальшому працював викладачем в тій же семінарії.
У 1970 році був висвячений в диякони, а в 1972 році — в сан священика. За вказівкою Патріарха і Католикоса Вазгена I виїхав до Відня для продовження богословської освіти.
У 1975 році за вказівкою Католикоса Вазгена I виїхав у ФРН, де служив у чині духовного пастиря і продовжував богословську освіту в Боннському університеті.
У 1975 році продовжив освіту в Віденському університеті.
У 1979 році повернувся в Ечміадзін, згодом виїхав в Загорськ, де навчався на аспірантурі при Московській духовній академії Російської православної церкви.
У березні 1980 року, в роки патріаршества Католікоса всіх вірмен Вазгена I, архієпископ Гарегін Нерсісян був призначений головним вікарієм Католікоса всіх вірмен, яким залишався до 4 липня 1999 року.
27 жовтня 1999 року, після смерті Католикоса Гарегіна I, Національний Церковний собор (вищий орган управління) Вірменської Апостольської Церкви обрав архієпископа Гарегіна Нерсисяна 132-м Патріархом і Католикосом усіх вірмен.
Є членом Верховного духовної ради, члени якого обираються собором.

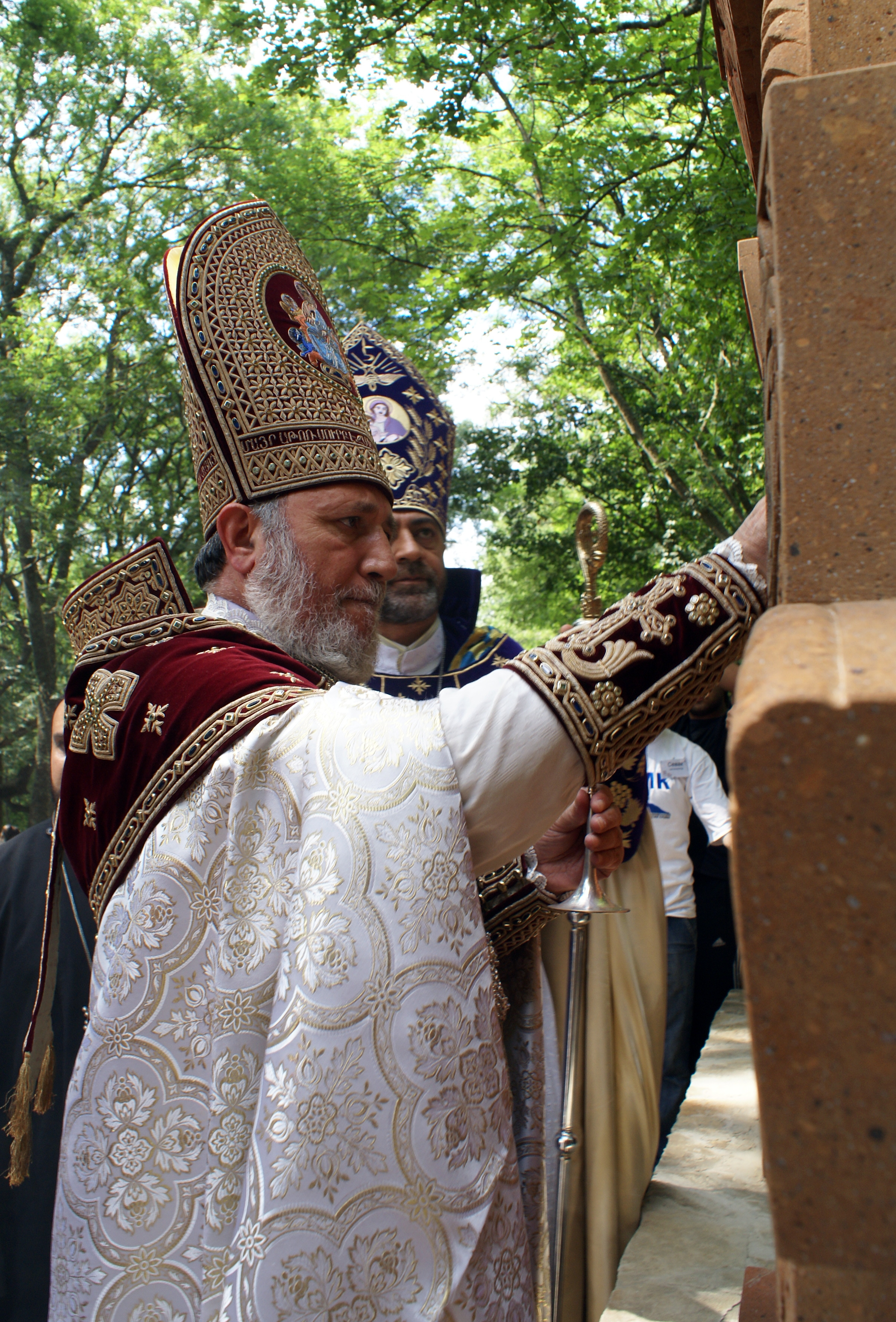
Гарегін II освячує сім хачкарів з буквами назви монастиря Сурб Хач у Криму 29 липня 2008 року

## Міжнародна та внутрішньополітична діяльність
На початку березня 2008 року під час заворушень і погромів в Єревані, пов'язаних з небажанням прихильників зазнав поразки на президентських виборах Левона Тер-Петросяна визнати перемогу Сержа Саргсяна, Гарегін II намагався виступити з миротворчою місією і вплинути на позицію Тер-Петросяна, але зазнав невдачі.
На початку травня 2008 року, перебуваючи з візитом у Ватикані на запрошення глави Римсько-Католицької церкви Бенедикта XVI, закликав усі країни світу визнати геноцид вірмен 1915 року в Османській імперії.

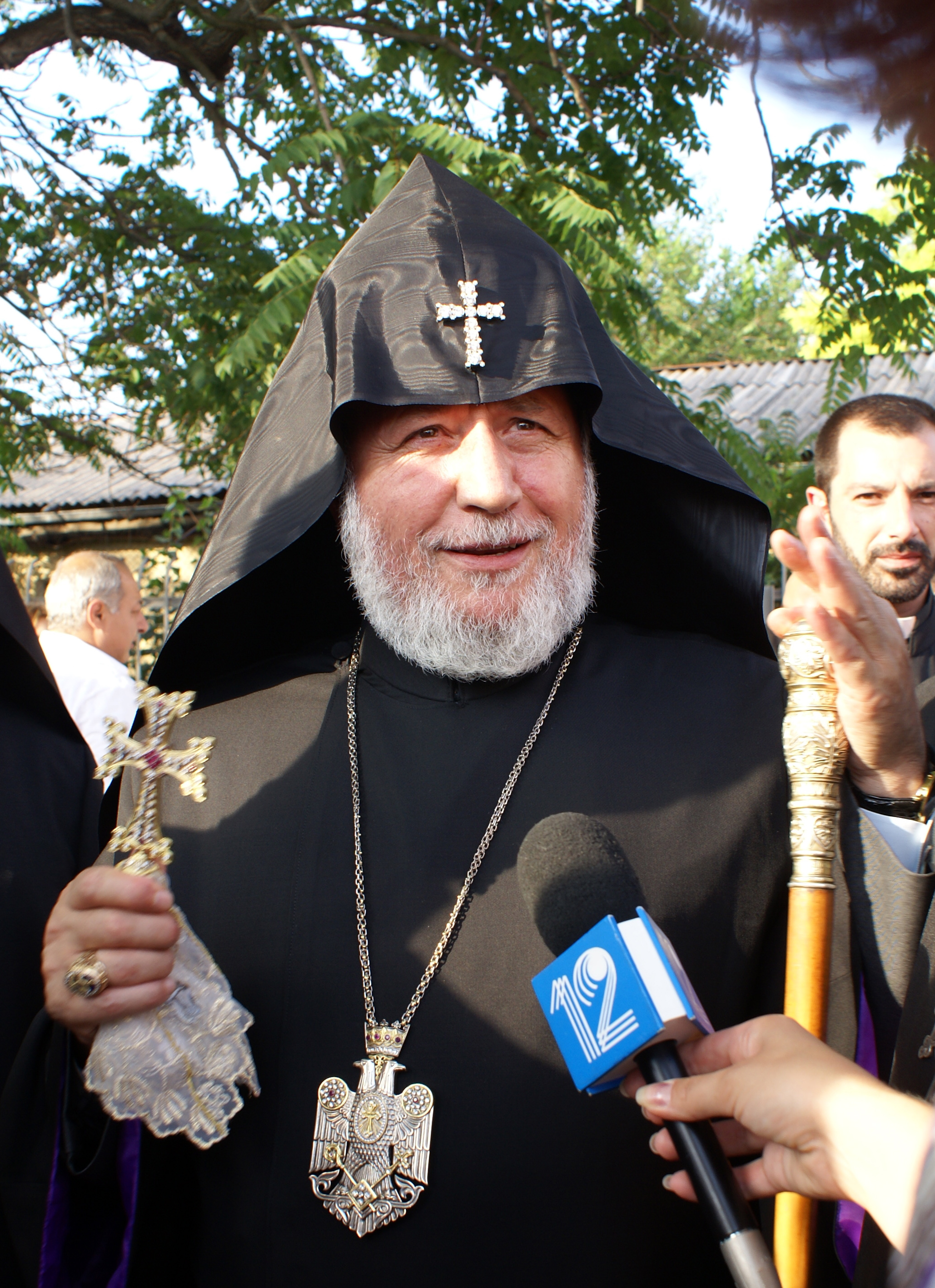
Гарегін II після освячення закладного каменя на місці будівництва церкви в Сімферополі 28 липня 2008 року

23 серпня 2013 р. Гарегін II звернувся з офіційним листом до Шейх-уль-Ісламу Аллахшукюру Пашазаде з проханням сприяти звільнення і повернення на батьківщину полоненого в Азербайджані вірменського солдата Акопа ынджигуляна, після чого Пашазаде зустрівся з полоненим, однак той не був виданий вірменській стороні.
4 листопада 2013 року обраний Головою Всесвітньої ради церков (ВРЦ).
У 2020 році критикував прем'єр Міністра Вірменії Ніколу Пашиняна за те що він підписав мирний договір із Азербайджаном. 2021 року під час Різдвяної служби в Єревані Гарегін згадував про війну за Нагірний Карабах і про її «катастрофічні наслідки» для вірмен. Він також говорив про «руйнівні помилки» офіційного Єревана, зроблені перед війною, що спалахнула в вересні 2020 року. Пашиян не прийшов на Різдвяну службу, посилаючись на коронавірус, а перед цим, 5 січня, група опозиціонерів оголосила, що не впустить Пашиняна до собору на Різдвяну службу.
7 жовтня 2021 року зустрівся із патріархом Варфоломієм.

## Опозиція
2018 році - незабаром після обрання нового прем'єра Нікола Пашиняна - відкрита опозиція католікосу з'явилася і всередині Вірменії. Під час масових протестів у 2018 році, коли десятки тисяч людей по всій країні домагалися мирної зміни влади, група духовенства та віруючих вирішила, що настав час і для реформи всередині церкви. Об'єднавшись в рух "Нова Вірменія - новий патріарх", вони зажадали відставки католікоса і ряду єпископів і проведення виборів нового лідера. Духовним лідером руху став харизматичний монах-традиціоналіст священник Корюн (Аракелян), настоятель однієї з найдавніших кафедр вірменського християнства - монастиря Святої Гаяне в Першопрестольному Ечміадзині. Отець Корюн, який вивчав чернече життя родинних ВАЦ давньосхідних церков в Сирії і Єгипті, користується авторитетом як ревнитель традицій і творець першого повноцінного чоловічого монастиря і братства в пострадянській Вірменії.
"У нашого католікоса немає тієї віри, яку відчуває до Бога кожен простий віруючий, настав момент, щоб наша церква звільнилася, очистилася, і у нас з'явився бездоганний патріарх з непорочною поведінкою, який шанує молитву і любить свою паству " - говорив отець Корюн журналістам в червні 2018 року. 
У відповідь католікос позбавив отця Корюна священного сану "за неналежну церковнослужителю поведінку і антиканонічну діяльність" і відсторонив його від управління монастирем. Рішення публічно підтримало ряд єпископів, а єпископ Ширакський Мікаел (Аджапаян) заявив на своїй сторінці в "Фейсбуці" про "моральну смерті" ченця.
У розмові з кореспондентом Бі-бі-сі отець Корюн відмахнувся від подібних звинувачень. За його словами, істинним главою церкви є не той хто "впав в єресь" Гарегін II, а Ісус Христос. Чернець впевнений, що як тільки буде обраний новий католікос, він тут же відновить в сані всіх священиків, вивержених його попередником.
Позбавлення сану не зупинило ченця. Хоча формально він не має права навіть надягати чернечу мантію, в квітні на чолі невеликої групи прихильників отець Корюн прибув в Іжевськ на запрошення лідера місцевої громади. Там він відслужив літургію та скоїв хрещення кількох десятків людей.
Отець Корюн у 2019 розповів що братиме участь в підготовці священиків для російських парафій, що розірвали відносини з ієрархами ВАЦ. Його підтримує і архієпископ Тиран (Кюрегян) який живе в Росії і є вивержений з сану указом католікоса після тривалого конфлікту з владикою Езрасом, що потряс вірменську громаду на початку 2000-х. 
Архієпископ Тиран був попередником Езраса на російській кафедрі. І, судячи з усього, він міг би очолити ту нову структуру, в яку можуть об'єднатися непідконтрольні католікосу і його братові парафії. Посвята нових священиків без благословення глави церкви фактично означає створення альтернативної структури. Отець Корюн каже, що не вважає створення незалежних парафій розколом. Якщо католікос впав у єресь і порушив церковні канони, то ченці звільняються від послуху йому, стверджує він.

## Візити в Україну
- 28 липня 2008 року Гарегін II провів освячення закладного каменя на місці будівництва церкви в Сімферополі
- 17 березня 2018 року провів церемонію освячення храму св. Григора Лусаворича в Дніпрі - один з найбільших у Східній Європі вірменських храмів. [9]

## Нагороди та звання
- Орден Святого Месропа Маштоца (30 жовтня 2009 року) — за винятковий внесок у справу збереження і розвитку національних і духовних цінностей[10][11]
- Орден Пошани (16 вересня 2015 року) — за винятковий внесок у справу збереження, розвитку і поширення національних і духовних цінностей[12]
- Орден Дружби (7 серпня 2006 року, Росія) — за великий внесок у розвиток і зміцнення російсько-вірменських дружніх відносин[2][13]
- Орден князя Ярослава Мудрого V ступеня (2 жовтня 2001 року, Україна) — за значний особистий внесок у розвиток вірмено-українських духовних зв'язків, зміцнення міжцерковних відносин[14][15]
- Командор ордена Почесного легіону (2001, Франція)[16]
- Кавалер Великого хреста ордена зірки Румунії (2000, Румунія)
- Медаль «Вифлеєм-2000» (Палестинська національна адміністрація, 2000)[17].
- Орден святого апостола Андрія Первозванного з алмазною зіркою (РПЦ, 2004) — за видатний внесок у розвиток братніх взаємин між Руської Православної і Вірменської Апостольської Церквами[18][19]
- Почесний доктор Єреванського державного університету (2004)[20]
- Почесний член Національної академії наук Республіки Вірменія.
- Почесний доктор Арцахского державного університету.
- Лауреат премії Міжнародного Фонду єдності православних народів «За видатну діяльність зі зміцнення єдності православних народів. За затвердження і просування християнських цінностей у житті суспільства» імені Патріарха Олексія II за 2009 рік (21 січня 2010 року)[21].
- Орден святої Анни I ступеня (2011 рік, Російський імператорський дім)[22]
- Орден Союзу вірмен України імені Григора Лусаворича (16 березня 2018 року)[23]